# Onychogryphose
 Mise en garde médicale
L’onychogryphose ou onychogrypose (du grec onux ongle et grupos recourbé), appelée aussi corne de bélier, désigne l'hypertrophie de l’épaisseur des ongles, notamment les ongles des pieds et plus souvent les gros orteils. La plaque unguéale de l'ongle s’épaissit, s’allonge et se courbe comme une corne de bélier.

## Causes
Le plus souvent, l'onychogryphose est secondaire à une incurie et à l'incapacité de se couper les ongles pendant de longues périodes,.

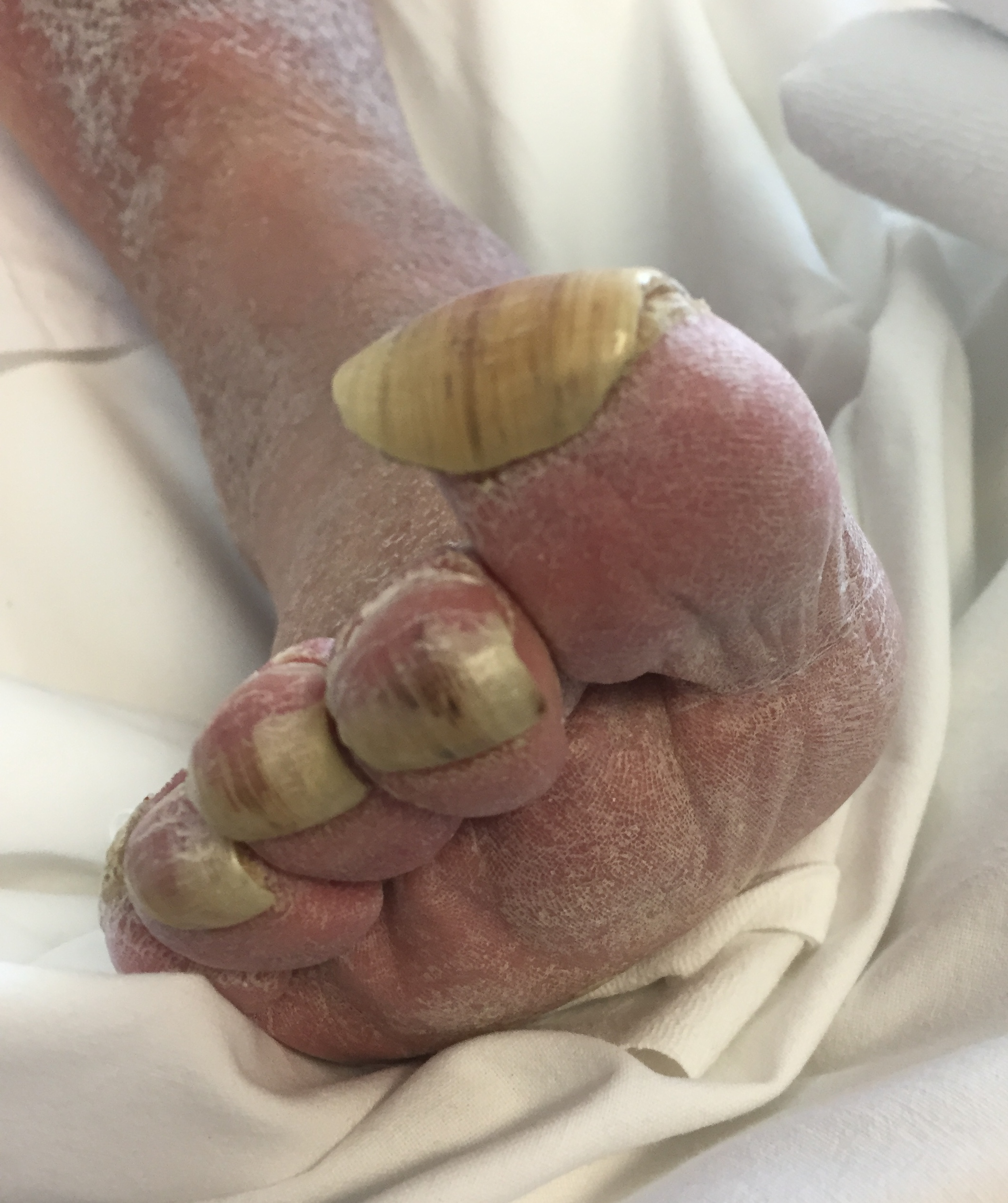
Ongles en corne de bélier chez un patient alité

Elle peut être due à certaines maladies dermatologiques telles que l'ichtyose, l'hyperkératose subunguéale, le pemphigus et le psoriasis ; de même lors de maladies infectieuses comme l'onychomycose, la syphilis ou la variole.
L'onychogryphose peut être causée également par des  microtraumatismes à répétition ou par des troubles vasculaires des membres inférieurs : artériopathie oblitérante des membres inférieurs, varice, ulcère de jambe... Elle est aussi favorisée par une hyperuricémie. 
Chez le chien, une onychogryphose peut apparaitre au cours d'une leishmaniose, alors qu'à la date de 2018, cela n'a pas été signalé avec la leishmaniose humaine. 

## Diagnostic
Le diagnostic est clinique devant une hypertrophie irrégulière de l'ongle, le plus souvent du gros orteil. Ce diagnostic est difficile au tout début, les aspects classiques n'apparaissant que plus tard.
L'ongle est très épaissi et très dur, avec un aspect incurvé présentant des cannelures transversales : en massue irrégulière, en coin recourbé légèrement en arrière, ou en griffe courbée en avant. La teinte est gris-jaune ou gris-vert,.
L'affection peut être confondue avec une onychomycose à éliminer par prélèvement mycologique, cependant les deux affections peuvent coexister.

## Épidémiologie
La prévalence de l'onychogryphose acquise est la plus forte chez les personnes âgées ou SDF, en négligence hygiénique,.
Une onychogryphose congénitale sévère affectant les vingt lits unguéaux a été enregistrée dans deux familles qui présentent l'allèle dominant pour un certain gène,. 
L'onychogryphose congénitale du cinquième orteil (le petit orteil) est assez courante, mais asymptomatique et rarement portée à l'attention des professionnels de la santé. Au contraire, elle est portée à l'attention des manucures qui liment régulièrement l'ongle griffu à plat.

## Traitement
Non traitée, l'onychogryphose peut être source de difficultés cosmétiques (se chausser ou se couper les ongles), de douleurs ou de complications infectieuses.
Le traitement peut être conservateur ou chirurgical, selon la situation du patient :
- Application de substances kératolytiques
- Fraisage (pédicure pratiquée par un pédicure-podologue)
- Opération chirurgicale retirant la matrice de l'ongle.

Les comorbidités favorisant l'onychogryphose doivent être traitées.